# Antonio Carlos Moretti Bermudez
Antônio Carlos Moretti Bermudez GOMM (Santo Ângelo, 9 de fevereiro de 1956) é um Tenente-Brigadeiro do Ar, que se tornou comandante da Força Aérea Brasileira em 4 de janeiro de 2019, substituindo Nivaldo Rossato, tendo ocupado o cargo até março de 2021. 

## Biografia
Natural de Santo Ângelo, no Rio Grande do Sul, Antonio Carlos Bermudez é casado com Eliana Ferreira Bermudez e possui 3 filhos: Gabriel Antônio Ferreira Bermudez, Laís Ferreira Bermudez e André Ferreira Bermudez. Seus pais são Hyppólito Antônio Vijande Bermudez e Anna Maria Moretti Bermudez.
Em fevereiro de 2010, sucedeu Antônio Carlos Egito do Amaral como comandante da 3.ª Força Aérea, cargo que exerceu até março de 2011, quando foi nomeado vice-Diretor do Departamento de Ensino da FAB.
Em 2012 foi nomeado comandante do 6.ª Comando Aéreo Regional (VI COMAR), com sede em Brasília. Em 2014 foi nomeado chefe de Logística do Estado Maior Conjunto das Forças Armadas. Em 2016, assumiu a Departamento de Ensino da FAB. Em 2018, foi transferido para a reserva.
Admitido à Ordem do Mérito Militar em março de 2003 no grau de Oficial especial, foi promovido a Comendador em março de 2010 e a Grande-Oficial em 2015.

### Comando da Aeronáutica
Em 2019, foi nomeado comandante da Força Aérea Brasileira pelo governo Jair Bolsonaro. Entretanto, foi exonerado junto com os comandantes do Exército e da Marinha durante a crise militar no Brasil em 2021.

## Carreira
- Praça: 15 de fevereiro de 1975
- Aspirante: 12 de dezembro de 1978
- Segundo Tenente: 31 de agosto de 1979
- Primeiro Tenente: 31 de agosto de 1981
- Capitão: 31 de agosto de 1984
- Major: 25 de dezembro de 1988
- Tenente-Coronel: 30 de abril de 1995
- Coronel: 31 de agosto de 2000
- Brigadeiro do Ar: 31 de março de 2007
- Major-Brigadeiro do Ar: 31 de março de 2010[14]
- Tenente-Brigadeiro do Ar: 25 de novembro de 2014[15]